# ثغر أسوان
ثغر أسوان - مركز ادفو - قرى الكلح شرق وغرب تحتل المركز الثاني بين القري العشر من حيث المساحة والسكان ويبعد عن مدينة ادفو بحوالي 5 كم ويبلغ عدد سكانها 53,598 نسمة. وسكانها هم قبائل عربية من المهاجرين والأنصار وأغلب المهاجرون من القرشيين الهاشميين مثل قبيلة النوراب وهم أبناء نور الدين الذي يصل نسبه إلى الإمام الحسين بن علي بن أبي طالب رضي الله عنهما   وكذلك قبيلة البداينة الذين هم أبناء عمومة لقبيلة الكنيزات من نسل الشيخ علي الدومراني الذي يصل نسبة للحسين بن علي بن ابي طالب رضي الله عنه ، وقبيلة الغيثة وهم من نسل الأمير سليمان والأمير رضوان أبناء محمد بن داود الذي يصل نسبه إلى سيدنا عمر بن الخطاب رضي الله عنه ، وقبيلة الجبلاب العباسيون وهم من نسل عم الرسول العباس بن عبدالمطلب ، وقبيلة شيبان هي قبيلة عربية عدنانية،وقبيلة غطيس من نسل الأمير سليم الهميمي الذي ينتهي نسبه لعقيل بن ابي طالب الهاشمي القرشي  بالإضافة إلى القليل من قبيلة العبابدة نسبة إلى الزبير ابن العوام الصحابي الجليل رضى الله عنه والجغاليل من نسل أبو سفيان بن حرب رضي الله عنه، وأما الأنصار فأصلهم من خزرج المدينة المنورة وأكبر قبائلهم هم ( الصعايدة ) التي تتألف من النجاجرة والعطياب المعروفين بآل صابون والعمرانية ومنهم الشيخ محمود حسنين الكلحي - رحمه الله وغيرها من العائلات